# Велика бухарестська пожежа
Велика бухарестська пожежа (румунська: Focul cel mare) — найбільша пожежа, що коли-небудь ставалась у Бухаресті, Румунія. Вона почалася 23 березня 1847 року і знищила 1850 будівель, третину міста, зокрема, за словами князя Георге Бібеску, «найнаселенішу і найбагатшу частину Бухареста».
Вогнем знищено центральну комерційну частину міста, замінивши невеликі й переповнені дерев'яні будівлі двоповерховими цегляними купецькими та ремісничими будинками, натхненні тими в Австрії, що мають свої магазини й склади на першому поверсі та житло на другому поверсі.

## Передумови
У той час багато бухарестських будинків були зроблені з дерева, які разом із переповненими вузькими вуличками робили їх вразливими до вогню. Постійна небезпека зробила це занепокоєнням із часів фанаріоте, коли були організовані пожежні годинники навколо Агіа і резиденції Спартара. Під час ери органічного регулювання була створена сучасна бригада пожежників, оснащена західноєвропейськими помпами.

## Пожежа
Пожежа почалася в другій половині дня в будинку Cluceress Zoiţa Drugăneasca, поруч з обійстям у Бузеу єпископства, в церкві святого Димитрія.
Сильний південний вітер (austru) сприяв поширенню вогню у формі трикутника, один кут якого знаходився біля будинку, де він почався, а дві вершини йшли одна в бік Куртя Віче та Артилерійського корпусу (Pușcăria), а інша — в бік Ліпскані, Гостинного двору Св. Георгія. Вогонь поширився до околиць міста, де вже не міг поширюватися так стрімко, оскільки двори будинків були більшими, і вогонь не міг перекидатися з одного будинку на інший так легко, як у переповненому комерційному центрі.
Решта міста не згоріла завдяки втручанню пожежників, яким також допомагали солдати.
Вогонь охопив махаллю Св. Димитрія (квартал), торгові вулиці Уліца Франчужаска (сучасна вулиця Франциска), Уліца Немцеаска (сучасна вулиця Смирдана), будинок артилерії на П'яц-де-Флорі, Ліпшани, Ханул-луй-Замфір, Шеларі, артилерійська будівля на П'яца де Флорі, Ліпскані (від Піколло до Марчітані), Ханул луй Замфір, Бареція, готель "Папазоглу", Нова та Стара церкви Св. Георгія, Таргул Кукулуй, Махалауа Штелей, Удрікань, Святий Вінері, Лукаці, Святий Стефан та інші райони.
Внаслідок пожежі загинуло 15 осіб, згоріло 158 730 квадратних станень??? (бл. 61,38 га), в тому числі 1850 будівель, серед яких 686 приватних будинків, 1142 магазини, 10 заїжджих дворів і 12 церков. Збитки тоді оцінювалися в 100 мільйонів леїв.

## Реконструкція

### Фонд реконструкції
Після гасіння пожежі влада почала процес реконструкції. Створено фонд для відновлення міста. Князь Георге Бібеску першим пожертвував 6000 леїв, а інші установи — 2 200 000 леїв:
- Румунська Православна Церква Метрополія внесла чверть свого річного доходу, 500 000 леїв
- Національний банк вніс свій дохід у розмірі 220 тис. леїв
- Румунські монастирі, що належали грецькій церкві, 700 000 леїв
- Скарбниця внесла з резервного фонду 300 000 леїв
- Чиновники та воїни сприяли заробітній платі за один місяць — 300 тисяч леїв
- Асоціація міських залів сприяла 180 000 леїв [8]
- Королівські двори Відня, Стамбула і Петербурга також сприяли, як і купці Лейпцигу та банкірів (ротшитська родина та Сінас), які внесли 3401 талер (45 584 леїв). [8]
- Молдавани, у чолі з Александрі, був також значний внесок 50,715 леїв. [8] Додаткові внески прийшли з Бухарестів, які не постраждали від пожежі, а також від валчан, що живуть за межами столиці (276 357 леїв). [9]

### Комісія з реконструкції
Для допомоги людям, які втратили свої домівки та підприємства, була створена торговельна комісія, яка мала контролювати використання фонду реконструкції та допомагати відновити торгівлю. Вона також стягувала обов'язкові внески з заробітної плати клерків і доходів церкви. Членами комісії були Іон Otetelișanu, Міхай Califarov і Lazăr Kalenderoglu.
Комісія розпочала перепис спалених будівель, збираючи інформацію про імена власників і орендарів, професію власника, тип будинків, вартість будинку, вартість речей всередині, і т. д. 1847, список був опублікований, містить деталі про те, як сума в розмірі 2573 250 леїв буде поділена на 1559 зачеплених власників нерухомості.
Найбільші суми допомоги були надані постраждалим боярам, важливим купцям і навіть родичам членів комісії (наприклад, Еленка Каліфаров, що отримала 8000 леїв), деякі з них отримали понад 10 000 леїв, а багато бідніших отримали тільки 100—200 леїв. Це призвело до невдоволення, причому деякі бідні ремісники надсилали петиції й відмовлялись приймати суми.
Іноземні консули також втручалися в розподіл грошей самостійно: російський консул розподілив суму у 236,8 тис. леїв, а французький консул втрутився зі списком 12 протеже.
Остаточний звіт був опублікований у квітні 1848 року, коли у доповіді комісії було сказано, що 52 особи все ще відмовляються отримувати кошти на допомогу і що сума в розмірі 3 195 759 леїв була розділена на 2887 постраждалих. Бухарестська метрополія зберігала гроші, які їм доводилося платити, для того, щоб відновити спалені церкви: 12000 леїв для старої церкви св. Церква Стефана, 8000 леїв для цезауської церкви Раду і 6000 леїв для церкви Олтені.

### Систематизація міста
За пропозицією цивільного чиновника, який залишився у Валахії з часів російської військової адміністрації, уряд вжив заходів для систематизації районів міста, які були зруйновані вогнем. Для цього з фонду реконструкції було вилучено суму в сумі 230 552, щоб виплатити землевласникам, які мали експропріацію своїх земель.
Головну роль у плануванні міста відігравав майор Рудольф Артур фон Боррочин, керівник технічного відділу. Він запропонував, щоб вулиці йшли за тими самими напрямками, просто щоб вони були ширше, а будівлі повинні відповідати певним правилам безпеки.